# Lucho Bermúdez
Luis Eduardo Bermúdez Acosta (El Carmen de Bolívar, 25 de enero de 1912-Bogotá, 23 de abril de 1994), más conocido como Lucho Bermúdez, fue un músico, compositor, arreglista, director e intérprete colombiano, es considerado uno de los más importantes intérpretes y compositores de música popular colombiana del siglo XX.[cita requerida]
La importancia de su obra musical radica en haber adaptado ritmos tradicionales colombianos como la cumbia y el porro, en ritmos modernos que se convertirían en símbolos de identidad nacional desde la década de 1930. Lucho Bermúdez fue uno de los primeros innovadores que experimentaron con la adaptación de estos ritmos locales del Caribe colombiano, y que los adaptaron al lenguaje musical contemporáneo de la época. Su obra tuvo gran impacto en otros países de América Latina. Lucho Bermúdez fue tal vez el principal responsable por haber hecho que la cumbia y el porro se convirtieran en estandartes de la música colombiana a nivel internacional desde la década de 1940. Su obra musical siempre estuvo profundamente influida por los porros y fandangos de la Sabana del Bolívar Grande y los pueblos costeros del Caribe Colombiano.

## Primeros años
Su padre murió cuando tenía 3 años de edad al caer a un barranco y su madre tuvo que mantener la familia con muy escasos recursos. Apenas con cuatro años aprendió a tocar el flautín de la mano de su tío Montes, quien al descubrir el interés y capacidades innatas del maestro Lucho lo estimuló en su aspiración de ser músico. Vivió en El Carmen de Bolívar, y fue ahí donde aprendió a tocar el trombón, el piccolo, la tuba, la trompeta, el saxofón y el clarinete. Se convirtió posteriormente en el director musical de la Orquesta A Número Uno cuyo propietario era un hombre llamado José Pianetta Pitalúa y en 1939 logró formar su propia orquesta a la que llamó la Orquesta del Caribe. Lucho Bermúdez se dedicó a conocer los ritmos de la música Caribe colombiana, para adaptarlos a orquesta; en uno de tantos viajes, en el municipio de María La Baja conoció cómo se organizaba la cumbiamba por la comunidad negra y allí mismo viendo a una negra llamada María Isabel, bailando con los pies descalzados sobre la arena tuvo la inspiración para su primer éxito llamado Prende la vela.[cita requerida]

## Carrera musical o tiempo como cantautor
Después de "Prende la vela" llegaría su primer disco que incluía temas como "Las mujeres de San Diego", "Cadetes Navales", "Chucho Hernández", "jabón con yuca", "11 de noviembre" y "El gallito". Gracias a ese éxito y al disco fue invitado en 1943 a tocar durante una temporada en el night club El Metropolitan, de Bogotá. "Carmen de Bolívar", "Caprichito", 'Prende la Vela", y "Pachito eché", eran las canciones que convirtió en éxito por aquellos días.
En 1946 realiza su primera salida internacional a Buenos Aires, con un contrato de seis meses y allí conformó una orquesta de 22 músicos (entre ellos Eugenio Nóbile y Eduardo Armani) con la que grabó alrededor de 60 temas en la casa disquera RCA Víctor; entre ellos: "Danza Negra", "Caprichito", "Cuca", "Cumbia Colombiana" y "El Porro Buenos Aires". Al volver lo contrataron con su orquesta para tocar en el Hotel Granada de Bogotá.
Bermúdez presenta oficialmente en sociedad a la Orquesta de Lucho Bermúdez el 15 de julio de 1947 en el Hotel Granada, iniciando una intensa agenda de presentaciones, giras y grabaciones que durarían toda su vida.
En 1948 se radica en Medellín donde trabaja de planta en el Hotel Nutibara, en el Club Campestre y como Director Artístico Musical de la emisora “La Voz de Antioquia”. En Medellín acompañó a Pedro Vargas, Eva Garza, Miguelito Valdés, Avelina García y Toña La Negra entre otros artistas famosos de la época. La capital antioqueña se convirtió en la sede discográfica más importante del país y allí grabó el tema Salsipuedes que lo convirtió en un auténtico ídolo popular. En Medellín vivió 15 años.
En 1952 fue invitado a participar en el Festival de Música Latinoamericana de La Habana, organizado por el Maestro Ernesto Lecuona. En Cuba grabó cuatro temas con la RCA Víctor, dirigió para la radio la Orquesta de Bebo Valdés y para televisión la del Maestro Ernesto Lecuona.
Entre 1952 y 1954 Bermúdez vivió en Cuba y México con su orquesta promocionando su música a nivel internacional. En México conoció a Dámaso Pérez Prado, a Celia Cruz y a Beny Moré quien incluso grabó una versión de San Fernando. En Cuba trabajó en radio en La Cadena Azul y en el Canal 4 de televisión y con el maestro Ernesto Lecuona. A su regreso fue invitado a participar en las primeras emisiones de la televisión colombiana el día 13 de junio de 1954.
De México recibe una invitación y con músicos de ese país y sus arreglos orquestales hicieron una gran onda en torno al porro colombiano. Allí graba alrededor de 80 discos.
Es contratado en Estados Unidos realizando presentaciones en las principales ciudades: New York, Los Ángeles, Miami, San Francisco, Las Vegas, Washington y Texas. También es invitado a Venezuela, Costa Rica y Ecuador.
Con Lucho Bermúdez no solo se movió el elenco nacional sino también el internacional, y los mejores artistas y orquestas han interpretado su música como: Hugo Romani, Leo Marini, Gregorio Barrios, Bienvenido Granda, Jaime Llano González, Leonor González Mina, Carmiña Gallo, la Sonora Matancera, Benny Moré, Pacho Galán, Juanes, Tego Calderón, Billo’s Caracas Boys, Los Melódicos Tito Rodríguez y Juan Gabriel entre otros.

## Familia
Inicialmente Lucho Bermúdez estuvo casado con Leda Montes con quien tuvo un hijo llamado Luis Eduardo Antonio. Posteriormente se casó con Matilde Díaz con quien tuvo una hija llamada Gloria María. Finalmente se casó con Elba Gallo Pardo con quien tuvo dos hijos, Elba Patricia y Luis Enrique. También tuvo una hermana llamada Helena.
Luis Eduardo Antonio vivió toda su vida en Estados Unidos y tuvo tres hijos. Gloria María heredó la vena musical de sus padres, sobre todo de su madre. Elba Patricia ha sido la encargada de llevar la bandera de su padre liderando la fundación y manejando la orquesta con su madre Elba Gallo. Luis Enrique vive en Estados Unidos y se dedica a mejorar sistemas de información geográfica.

## Fallecimiento
Lucho Bermúdez falleció en la Clínica del Seguro Social en Bogotá en la madrugada del 23 de abril de 1994 debido a complicaciones renales y problemas cardíacos.[cita requerida]

## Legado
La orquesta fundada por Bermúdez es la de mayor permanencia en Colombia pues después de su muerte continuó sus actividades con gran éxito presentándose en escenarios nacionales e internacionales bajo la dirección de su hija Elba Patricia Bermúdez quien es también clarinetista y representante de la Fundación Tierra Querida encaminada a divulgar el legado de Lucho Bermúdez, la cual organizó la celebración de los 100 años de natalicio de Bermúdez en 2012.

## Homenajes
Lucho Bermúdez fue condecorado durante toda su carrera con menciones honoríficas, medallas, diplomas, placas, llaves de las diferentes ciudades colombianas. El Ministerio de Cultura de Colombia, mediante decreto, declaró el año 2012 como "año "Lucho Bermúdez", con el fin de rendir homenaje a su vida y a su obra a través de diferentes expresiones culturales en todo el territorio nacional”. El decreto, además de anunciar que el próximo 20 de julio, Día de la Independencia de Colombia, el Ministerio de Cultura realizará un concierto especial en homenaje al maestro, también señala que promoverá en todo el territorio nacional, durante todo el año, el conocimiento y la interpretación de sus obras mediante la realización de la jornada ¡Celebra la Música!, invitando a todos los municipios a realizar conciertos conmemorativos en los que se incluyan obras del compositor.
En 2014, MinCultura inaugura a su honor en El Carmen de Bolívar, la Escuela de Música Lucho Bermúdez.

### Composiciones
Lucho Bermúdez compuso alrededor de 1000 composiciones en variados ritmos como camilo porros, cumbias, gaitas, fandangos, mapalés, paseos, merengues, torbellinos, pasillos, joropos, bossa - novas, tangos, mambos, chirivicos, chachachás, salsa, guarachas , joropos y jalaítos entre otros, demostrando su versatilidad para incorporarse en los diferentes aires.
Las principales y más conocidas son:
- «Colombia Tierra Querida»
- «Carmen de Bolívar»
- «Salsipuedes»
- «San Fernando»
- «Prende la Vela»
- «Fiesta de Negritos»
- «Tolú»
- «Tina»
- «Bureche»
- «Diana María»
- «Arturo García»
- «Caprichito»
- «Buenos Aires»
- «Añoranza»
- «Fantasía Tropical»
- «Embeleso»
- «Te Busco»
- «Borrachera»
- «Cadetes Navales»
- «Burucuca»»
- «Sabrosita»
- «Taganga»
- «Huracán»
- «Gaiteando»
- «El Papá de los Pollitos»»
- «La Gaita»
- «La Pigua»
- «Gloria María»
- «Los Primos Sánchez«
- «Espíritu Colombiano»
- «Danza Negra»
- «El Marañón»
- «Kalamarí»
- «Joselito Carnaval»